# Batalla de Brůdek
49°29′13″N 12°44′17″E / 49.487, 12.738
La batalla en Brůdek, en checo bitva u Brůdku y en alemán Schlacht bei Stokau, Schlacht bei Biwanka fue una batalla librada entre Enrique III, Rey de romanos, y Bretislao, duque de Bohemia, el 22/23 de agosto de 1040. La batalla tuvo lugar en el Bosque del Alto Palatinado en lo que hoy es el Distrito de Domažlice de la Región de Pilsen, República Checa.

## Antecedentes
Břetislav lideraba una campaña contra Polonia en 1039, y después de conquistar Gniezno, llevó las reliquias de Adalberto de Praga a Praga, con la intención de establecer un arzobispado separado allí, para separarse de la jurisdicción del arzobispo de Maguncia. El arzobispo Bardo se quejó de esto a Enrique, quien ya estaba descontento con la guerra de Bretislao contra Polonia, ya que tanto Bohemia como Polonia eran nominalmente vasallos del imperio. Břetislav aceptó enviar a su hijo Spytihněv en calidad de rehén a la corte del rey, pero como se negó a pagar un tributo solicitado por Enrique, el rey avanzó sobre Bohemia con dos ejércitos.

## La batalla
Bretislao había tenido un respiro al ofrecer a su hijo como rehén, lo que utilizó para ganarse el apoyo de Pedro, rey de Hungría, que envió 3000 soldados de apoyo. Břetislav también fortificó los pasos del Bosque de Bohemia y tenía la intención de emboscar a Enrique, que se anticipaba al ataque y se movió en varios destacamentos. Cuando Enrique localizó la emboscada prevista, envió una vanguardia de 1000 hombres a un valle lateral del río Chamb para encerrar al enemigo. Dicha vanguardia, liderada por Werner I de Maden, conde de Winterthur portador del estandarte imperial, fue atrapada en los apliques preparados y destruida casi por completo. La segunda ala de Enrique, liderada por el margrave Otón III de Suabia, se vio obligada a retirarse con grandes pérdidas al día siguiente.
Enrique se vio obligado a retirarse, y envió a Gunther de Bohemia con órdenes a Ecardo II de Meissen, que dirigía una fuerza sajona que invadía Bohemia desde el norte, para hacer lo mismo. Eckard negoció una retirada unas dos semanas después.
Enrique pidió una tregua, pero fue respondida con la demanda de una rendición incondicional, así que el rey planeó una segunda campaña para el año siguiente. Esta resultó ser más exitosa, Enrique logró reunirse con las fuerzas sajonas antes de Praga el 8 de septiembre y Břetislav fue obligado a rendirse el 29 de septiembre de 1041.

## Relatos posteriores
En una inscripción que se encuentra en la iglesia en Valtířov, Nový Kramolín menciona a Enrique III como fundador de la Abadía de Stockau en 1041. Una leyenda del siglo XVIII relaciona el nombre de Stockau con un tocón de árbol ("stock") en el que supuestamente se apoyó el rey durante la batalla. El altar de la iglesia de la abadía debía corresponder a la ubicación de ese tocón. Se dice que la capilla de San Wenceslao en Brůdek, municipio de Všeruby, fue construida por Břetislav en 1047 para conmemorar la batalla. El edificio original de madera fue reemplazado en el siglo XIV y reconstruido nuevamente durante 1669-71 y restaurado entre los años 1878-90.